# Urupema
Urupema é um município brasileiro do estado de Santa Catarina. Localiza-se a uma latitude 28°17'38" sul e a uma longitude 49°55'54" oeste, com altitude de 1335 metros junto à Praça Principal. Sua sede se encontra num pequeno vale, circundado por elevações de até 1726 m (Morro das Torres), e a área urbana situa-se entre 1315 m (proximidades do CTG) e atinge valores de 1430 m na rodovia que a liga a Rio Rufino. 
Possui clima temperado oceânico (Cfb de acordo com a classificação climática de Köppen-Geiger), com média anual de 13°C. Em fevereiro, mês mais quente, a temperatura média é de 18°C, e junho, mês mais frio, a média é de 8°C, com possibilidade de queda de neve. Sua população, conforme estimativas do IBGE de 2019, era de 2 465 habitantes.

## História
O nome Urupema (com variantes de Urupemba, arupemba, gurupema, jurupema, urupemba e mais de 3 dezenas de grafias, sinônimos nos registros históricos, desde Hans Satden em 1557) advém do Tupi Antigo, uma peneira de diversas fibras vegetais, rasa e esquinada, retangular (depois também circular) usada nas lides domésticas, para peneirar farinha de milho, de mandioca, feijão, etc, e também na pesca e como divisória, telas para separar ambientes ou proteger de insetos. Essa denominação como peneira é de largo uso no Brasil.
Seus primeiros habitantes foram atraídos pela fartura que o pinheiro-do-paraná (araucaria angustifolia) propiciava. Na época, a conífera era a base da alimentação indígena no período de maior carência nutricional (outono-inverno) nas serras do Brasil meridional, tendo muitas vezes salvado também a vida de muitos imigrantes europeus. A abundância da araucária foi a razão pela qual houve ocupação de áreas mais frias dos estados sulinos por um povo desprovido de animais silvestres de grande porte que lhes pudessem fornecer abrigo térmico, como ocorreu na América do Norte com os ameríndios, com relação aos bisões e alces.

## Geografia
O ponto mais alto do município é o Morro das Torres (ou Morro das Antenas, antigo Morro do Campo Novo), com 1.726 metros de altitude. É um dos pontos mais frios do Brasil, juntamente com o Morro da Igreja e o Morro da Bela Vista do Guizoni, ambos próximos da borda da Escarpa da Serra Geral.
Na entrada sul, as casas estão em patamares de 1350-1360 m. Já os valores mais baixos de altitude, estão juntos à foz do Rio da Divisa (divisa com São Joaquim, a S-SE), quando este deságua no rio Lava Tudo, com cotas em torno de 990 m. Urupema, como município, é uma rampa topográfica (e de águas), com inclinação crescente para o norte, em direção às divisas com Rio Rufino e Urubici, nos Sistema Divisor de Águas Canoas-Pelotas que tem cerca de 60 km de extensão, sentido quase E-W, leve inclinação para NW, desde o Morro da Igreja nos Campos de Santa Bárbara (Bom Jardim da Serra) até a Serra da farofa, partes de Bocaina do Sul.
À sombra do Morro das Torres, a cerca de 1550 metros de altitude, situa-se a Cachoeira que Congela, que recebe este nome por permanecer congelada nos dias mais frios do inverno, fenômeno único no país. Em 1975 permaneceu vários dias com grossas camadas de gelo e, mais recentemente, em julho de 2000, com 12 dias completamente congelada.
Cerca de 6 km mais mais a norte, na rodovia pavimentada que liga Urupema à cidade de Rio Rufino, nas proximidades do acesso à Cachoeira que Congela e ao Morro das Torres, encontra-se um dos pontos mais elevados das estradas pavimentadas com asfalto do sul do país (com tráfego normal), com 1550 m de altitude em seu topo. Em estradas sem pavimento de asfalto, a máxima altitude no município é aquela que se atinge no Morro das Torres, de fácil acesso, sem necessidade de autorizações.

### Clima
Sua altitude e posição geográfica no planalto sul-catarinense favorecem, no inverno, temperaturas que podem ultrapassar os -10°C, sendo comum a ocorrência de neve em poucos dias no ano, com média de 3 a 5 dias por ano e rápida e pouca no geral. Neve forte, com acumulação (acima dos 5/10 cm), é ocasional e pode passar anos sem ocorrer. As temperaturas podem ir abaixo de zero entre os meses de março e dezembro, sendo muito comum temperaturas mínimas abaixo dos 5°C ao longo de todos os meses do ano, com geadas aparecendo o ano inteiro, mais comumente entre abril e novembro. Já houve registro de -1°C em janeiro de 1994 (CIDASC).                                    
Urupema, juntamente com São Joaquim e Bom Jardim da Serra, no mesmo estado, e São José dos Ausentes, no Rio Grande do Sul, detém o título de cidade mais fria do Brasil (Urupema tem as menores mínimas absolutas). As temperaturas negativas podem ocorrer de 35 a 45 dias por ano, entre os meses de março a dezembro. A antiga estação meteorológica de Urupema, da CIDASC, atualmente desativada, era uma das mais elevadas de Santa Catarina, com 1.419 m de altitude (cerca de 1 km ao norte da sede do município), ficando apenas abaixo da estação do Morro da Igreja (Inmet), com 1810 m e próxima da terceira estação mais elevada do estado, no distrito são-joaquinense do Cruzeiro (Climaterra, cerca de 1500 m). Em função de estar localizado abaixo do morro das Torres (face Sul), na direção preferencial do escoamento do ar frio e estando a quase 100 m mais elevado que a sede municipal, a estação meteorológica mostrava com frequência menores máximas que o centro de Urupema. Entretanto, as mais baixas temperaturas do Brasil, em fortes ondas de frio, ocorrem especialmente na cidade, onde está atualmente a estação meteorológica da Epagri, instalada em 2010. A menor temperatura registrada nesta estação, até agora, é de -9,4 °C a 7 de julho de 2019 e a maior é de 32,5 ºC a 23 de janeiro de 2022.
| Dados climatológicos para Urupema | Dados climatológicos para Urupema | Dados climatológicos para Urupema | Dados climatológicos para Urupema | Dados climatológicos para Urupema | Dados climatológicos para Urupema | Dados climatológicos para Urupema | Dados climatológicos para Urupema | Dados climatológicos para Urupema | Dados climatológicos para Urupema | Dados climatológicos para Urupema | Dados climatológicos para Urupema | Dados climatológicos para Urupema | Dados climatológicos para Urupema |
| Mês | Jan                               | Fev                               | Mar                               | Abr                               | Mai                               | Jun                               | Jul                               | Ago                               | Set                               | Out                               | Nov                               | Dez                               | Ano                               |
| --- | --------------------------------- | --------------------------------- | --------------------------------- | --------------------------------- | --------------------------------- | --------------------------------- | --------------------------------- | --------------------------------- | --------------------------------- | --------------------------------- | --------------------------------- | --------------------------------- | --------------------------------- |
| Temperatura máxima recorde (°C) | 32,5                              | 32,3                              | 28,5                              | 27,5                              | 25,6                              | 23,5                              | 25,7                              | 27,8                              | 28,8                              | 29,4                              | 28,5                              | 30,5                              | 32,5                              |
| Temperatura máxima média (°C) | 24,6                              | 24,4                              | 22,3                              | 20,3                              | 16,8                              | 15,6                              | 15,7                              | 17,2                              | 18,6                              | 19,5                              | 21,5                              | 23,8                              | 20,0                              |
| Temperatura média (°C) | 18,2                              | 18,0                              | 16,0                              | 13,7                              | 10,8                              | 8,8                               | 9,0                               | 10,2                              | 12,0                              | 13,5                              | 15,0                              | 17,3                              | 13,5                              |
| Temperatura mínima média (°C) | 12,9                              | 12,9                              | 10,8                              | 8,0                               | 5,5                               | 2,9                               | 3,0                               | 3,8                               | 6,4                               | 8,1                               | 9,4                               | 11,8                              | 8,0                               |
| Temperatura mínima recorde (°C) | 1,4                               | 1,5                               | −1,7                              | −4,4                              | −6,8                              | −8,8                              | −9,4                              | −8,8                              | −6,3                              | −4,7                              | −1,8                              | −2,1                              | −9,4                              |
| Fonte: EPAGRI/CIRAM (Os dados são coletados desde 2010, portanto as médias são extra-oficiais e não atendem ao período de 30 anos recomendado pela OMM) |                                   |                                   |                                   |                                   |                                   |                                   |                                   |                                   |                                   |                                   |                                   |                                   |                                   |

O Morro das Torres, juntamente com pico da vizinha Serra da Farofa, é a última elevação com mais de 1.700 m da serra Catarinense e do Sul do Brasil no sentido oeste, em todo o extenso planalto da Formação Serra Geral. Esta é um dos maiores derrames de lava vulcânica (basaltos em sua maioria e rochas ácidas com riólitos, dacitos em seus topos) do planeta, tendo-se outras elevações com altitudes semelhantes somente na pré-cordilheira andina. 
Juntamente com porções dos Campos dos Padres, onde se localizam os pontos mais elevados de Santa Catarina e, mais ao sul, no conjunto de mais de 60 cumes com altitudes superiores a 1.700 m pertencentes a Urubici e Bom Jardim da Serra, próximos ao Morro da Igreja, o Morro das Torres é palco de um raro fenômeno climático brasileiro, o congelamento de nevoeiros (Sincelo, Nevoeiro Congelante/ Nevoeiro Congelado). O fenômeno ocorre quando, com baixíssimas temperaturas, gotículas de água em sobrefusão, chocam-se, solidificam-se sob fortes ventos, acumulando-se sobre a vegetação arbustiva, quaisquer objetos e nas antenas, lembrando nevascas, sem efetivamente ter havido precipitação vertical. O Morro das Torres é melhor local brasileiro para se observar o Nevoeiro Congelado (Sincelo). Não é "neve que gruda", como se existisse uma que não adere e não é neve, cristais, forma solida da água, que no caso, são gotículas com temperatura inferior a zero graus, mas ainda em estado líquido.(GB).

## Transportes
O município de Urupema é servido pelas rodovias estaduais SC-112 e SC-370, sendo que os aeroportos comerciais mais próximos são, respectivamente, o Aeroporto de Lages; o Aeroporto de Forquilhinha; e o Aeroporto Internacional de Florianópolis.

## Educação
Desde 2011 o município de Urupema conta com uma unidade do Instituto Federal de Santa Catarina, o Câmpus Urupema. 
O município de Urupema não foi contemplado inicialmente no Plano de Expansão II da Rede Federal de Educação Tecnológica, no entanto, viu-se como necessária sua inserção na proposta de uma educação pública e gratuita, tendo em vista, ainda, o Pacto de Consertação dos Ministérios do Planejamento e Ministério da Educação e o Governo do Estado. Ressalta-se que o município faz parte de uma região que possui características da produção primária onde uma variedade de produtos de origem animal e vegetal são produzidos, sendo processados e/ou comercializados fora do município, ocasionando uma vultuosa perda de divisas aos produtores da região bem como na arrecadação municipal.

A implantação deste campus foi de suma importância para a cidade e microrregião pois assim o Instituto Federal de Educação Ciência e Tecnologia de Santa Catarina, investindo no ensino nas áreas de: Viticultura e Enologia, Alimentos, Agricultura, Administração, Hospitalidade e Lazer, entre outros oportuniza qualificação técnica profissional para aprimorar conhecimentos através das novas tecnologias, habilitando à efetiva aplicação dos saberes, para a formação de um cidadão consciente do seu papel como sujeito importante no processo do seu crescimento pessoal, do crescimento da cidade e conseqüentemente do País como um todo.